# Héctor Ulises Cristópulos Ríos
Héctor Ulises Cristópulos Ríos (Hermosillo, Sonora, 14 de septiembre de 1973) es un político mexicano de ascendencia griega.

## Formación Académica
Estudió la Licenciatura en Administración en la Universidad de Sonora de 1993 a 1998.
Posteriormente, estudió la Maestría en Desarrollo Organizacional en la Universidad del Noroeste, titulándose con la Tesis: Intervención de la Consultoría en Desarrollo Organizacional, Club de Golf Los Lagos.
Estudió un doctorado en Administración Pública en Instituto Sonorense de Administración Pública (ISAP) de 2017 al 2019.

## Trayectoria
En 1988 ingresó al Partido Revolucionario Institucional. En 1991 fue nombrado secretario de Participación Juvenil del Frente Juvenil Revolucionario en Sonora. En 1993 dirigió el Frente Juvenil Revolucionario en Hermosillo y un año después se convirtió en el secretario de Brigadas de este Frente.
Fue candidato a regidor suplente para el Ayuntamiento de Hermosillo durante la administración 1994 – 1997.
De 1995 a 1997 fue el secretario de Organización del Frente Juvenil Revolucionario en Sonora.
En 1998 ingresó a la Secretaría de Finanzas del Estado de Sonora como secretario particular del subsecretario.
Fungió como secretario técnico del Consejo Político Municipal del Partido Revolucionario Institucional en Hermosillo de 1997 al 2000.
En el 2002 fungió como subdirector general de Recaudación de la Secretaría de Finanzas del Gobierno del Estado.
Del 2003 al 2007 fue secretario particular del secretario de Hacienda del Gobierno del Estado. En el 2007 fue director general operativo de la Secretaría de Economía del Gobierno del Estado.
También fue secretario técnico de la Fundación Colosio Sonora A.C., del 2007 al 2013 y continua como coordinador general de esta misma fundación.
Durante el periodo 2009-2012 fue diputado integrante de la LIX Legislatura del Congreso del Estado de Sonora donde fue coordinador de la Fracción Parlamentaria del PRI.
El 4 de abril de 2013 tomó protesta como delegado federal de la Secretaría de Medio Ambiente y Recursos Naturales (SEMARNAT) en Sonora, puesto que ocupó hasta junio de 2014.
El 12 de julio de 2014 tomó protesta como presidente del Comité Directivo Municipal del PRI en Hermosillo. 
Durante el periodo del 2015-2018 fue diputado federal por el 05 distrito de la LXIII Legislatura del Congreso de la Unión.
El 19 de diciembre del 2018 tomo protesta como director general del Registro Civil en el Estado de Sonora.
Desde 2019 es catedrático de la Facultad de Administración de la Universidad Estatal de Sonora.

## Reconocimientos
- Aprobación del Presupuesto Federal 2016 por parte del Coordinador de la Fracción Parlamentaria del PRI en la Cámara de Diputados.
- Concurso Estatal de Oratoria, Frente Juvenil Revolucionario; 1992.
- Premio Estatal de la Juventud. Categoría Labor Social; Año 1997.
- Premio al Servidor Público Estatal en el Gobierno del Estado de Sonora en 1999.
- Participación en debates y foros con temas de: Seguridad Pública, Medio Ambiente, Economía, Fiscalización, Presupuesto, Deporte, Educación, Salud, entre otros.